# Luca Mercalli
Luca Mercalli (Torino, 24 febbraio 1966) è un climatologo e divulgatore scientifico italiano, noto al pubblico televisivo italiano per la partecipazione alla popolare trasmissione Che tempo che fa.

## Biografia
Ha cominciato ad interessarsi di atmosfera da giovane: nel suo Filosofia delle nuvole, racconta di aver costretto la famiglia a un viaggio a Ginevra per acquistare libri di meteorologia introvabili in Italia all'inizio degli anni ottanta. Ha conseguito a diciott'anni a pieni voti l'attestato di Cultura aeronautica in Meteorologia, rilasciato dal Servizio meteorologico dell'Aeronautica Militare; successivamente ha svolto il servizio di leva come previsore valanghe nel Meteomont della Brigata alpina "Taurinense", partecipando all'esercitazione NATO ArrowHead Express nella Norvegia settentrionale.
È impegnato nel divulgare uno stile di vita più attento alla riduzione dell'impatto ecologico, servendosi delle esperienze fatte in prima persona, nella sua abitazione in Val di Susa.
E con riferimento alla stessa valle e alle tematiche ambientali, ha pubblicamente espresso la sua contrarietà alla costruzione della nuova linea ferroviaria Torino - Lione. Nella puntata del 18 settembre 2011 del programma Che tempo che fa, condotto da Fabio Fazio su Rai 3, espresse la sua solidarietà a due attiviste del movimento cosiddetto No TAV, arrestate il 9 settembre 2011 in seguito agli scontri al cantiere di LTF nei pressi di Chiomonte: secondo Mercalli erano "in galera [...] perché si sono messe una maschera antigas". Tale dichiarazione venne in seguito contestata da più parti. Lo stesso Mercalli successivamente precisò il suo pensiero affermando che non valutava sbagliato il loro fermo, ma esagerate le misure cautelari a cui erano state sottoposte, considerando personalmente più equa l'attribuzione degli arresti domiciliari. Le due attiviste vennero poi scarcerate il 23 settembre 2011.

### Attività scientifica e divulgativa
Dopo essersi inizialmente iscritto a Scienze agrarie all'Università degli Studi di Torino, con indirizzo "Uso e difesa dei suoli" e agrometeorologia, ha proseguito gli studi all'Università di Grenoble con formazione in climatologia e glaciologia conseguendo un master in Geografia e scienze della montagna. La storia del clima delle Alpi è il suo principale argomento di ricerca, ma si occupa anche di temi ambientali ed energetici come membro di Aspo Italia, l'associazione per lo studio del picco del petrolio.
Dopo aver lavorato per l'Ufficio Agrometeorologico della Regione Piemonte e poi per l'Assessorato opere pubbliche a difesa assetto idrogeologico, ha assunto la presidenza della Società meteorologica italiana. Nel 1993 ha fondato la rivista Nimbus, della quale conserva la direzione. È autore di 5 articoli scientifici su riviste internazionali, 85 su altre riviste specializzate e numerosi articoli di divulgazione comparsi su La Stampa, su la Repubblica con cui collabora dal 1991, e su periodici (Alp, Rivista della Montagna, Donna Moderna, Gardenia). Dal 2010 collabora anche con Il Fatto Quotidiano.
Responsabile dell'Osservatorio Meteorologico del Real Collegio Carlo Alberto di Moncalieri e docente in varie università, nel 2004 ha ricevuto il premio "AICA (Associazione Internazionale Comunicazione Ambientale) - Comunicare con i cittadini fa bene all'ambiente" di Alba e nel 2008 il "Premio Internazionale Exposcuola" di Salerno per la divulgazione scientifica.
Dal 2001 è giornalista pubblicista, iscritto all'Ordine dei Giornalisti del Piemonte.
Ha tenuto conferenze in Italia e all'estero, i suoi primi interventi televisivi datano 1990 per Rai 3 Ambiente Italia, dal 2003 è a Che tempo che fa, dal 2005 a Rai 2 TG Montagne e dal 2008 Buongiorno Regione (TG Piemonte).
Dal 2007 fa parte di Climate Broadcaster Network-Europe, gruppo di presentatori meteo televisivi voluto dalla Comunità europea per diffondere corretta informazione sui cambiamenti climatici. Nel 2015 ha condotto la trasmissione televisiva in prima serata Scala Mercalli, in onda per 6 puntate il sabato sera su Rai 3, incentrata sulla sostenibilità ambientale, con interventi dallo studio e documentari. Nella stessa sono stati affrontati, tra gli altri, il tema della scarsità delle risorse, delle città di transizione, la fratturazione idraulica, il picco del petrolio e gli scenari climatici, i ghiacciai, l'acidificazione degli oceani e l'ecocritica. Nel febbraio 2016 è ripartita la trasmissione in prima serata, conclusasi poi in aprile, sempre avente come tema la sostenibilità ambientale con un viaggio attraverso i grandi problemi del mondo, ma soprattutto con l'occhio rivolto alle soluzioni. Sempre nel 2016 ha portato in teatro i temi della sostenibilità ambientale con Non ci sono più le mezze stagioni, spettacolo condotto con la Banda Osiris nell'ambito del progetto A seminar la buona pianta, festival nel quale artisti, scrittori, musicisti e scienziati esplorano il rapporto tra uomo e mondo vegetale e, più in generale, luogo di riflessione permanente sul rapporto con l’ambiente.
Dal 12 gennaio 2020 tiene anche la rubrica fissa domenicale "SOS Clima" su Il Fatto Quotidiano.
Dal luglio 2021 è coordinatore del comitato scientifico del neonato partito politico Europa Verde. Nel 2024 si candida alle elezioni amministrative del comune di Usseaux ma otterrà zero voti.

## Opere
- Luca Mercalli e Gennaro Di Napoli, Moncalieri, 130 anni di meteorologia, Torino, Società Meteorologica Subalpina, 1996.
- Luca Mercalli (a cura di), Atlante climatico della Valle d'Aosta, Torino, Società Meteorologica Subalpina, 2003.
- Paolo Baggio, Marco Giardino e Luca Mercalli, Val Sangone. Climi e forme del paesaggio, Torino, Società Meteorologica Subalpina, 2003.
- Luca Mercalli, I tempi sono maturi. Squarci di sereno tra le nebbie dei luoghi comuni e dei pregiudizi atmosferici, Torino, CDA & Vivalda, 2004, ISBN 88-7480-040-1.
- Luca Mercalli e Chiara Sasso, Le mucche non mangiano cemento, Torino, Società Meteorologica Subalpina, 2004, ISBN 88-900099-5-0.
- Daniele Cat Berro, Luca Mercalli, Elisabetta Lupotto, Maurizio Ratti Il clima di Vercelli dal 1871, SMS - Società Meteorologica Subalpina, 2005
- Daniele Cat Berro, Luca Mercalli Climi, acque e ghiacciai tra Gran Paradiso e Canavese, SMS - Società Meteorologica Subalpina, 2005
- Daniele Cat Berro, Luca Mercalli, Paolo Piccini Ghiacciai in Valsesia, SMS - Società Meteorologica Subalpina, 2007
- Filosofia delle nuvole, Prefazione di Fabio Fazio, Milano, Rizzoli, 2008, ISBN 978-88-170-2596-6.
- Luca Mercalli, Gennaro Di Napoli, Il clima di Torino, SMS - Società Meteorologica Subalpina, 2008
- Valentina Acordon, Claudio Castellano, Daniele Cat Berro, Luca Mercalli Che tempo che farà. Breve storia del clima con uno sguardo al futuro, Collana Saggi italiani, Milano, Rizzoli, 2009, ISBN 978-88-586-3764-7.
- Viaggi nel tempo che fa. Piccola geografia meteorologica-letteraria, Collana Super ET, Torino, Einaudi, 2010, ISBN 978-88-062-0304-7.
- Prepariamoci, Chiarelettere, Milano, 2011, ISBN 978-88-619-0012-7.
- Il mio orto tra cielo e terra, Aboca Edizioni, 2016, ISBN 978-88-98881-20-8.
- Non c'è più tempo, Collana Passaggi, Torino, Einaudi, 2018, ISBN 978-88-06232-59-7.
- Il clima che cambia. Perché il riscaldamento globale è un problema vero, e come fare per fermarlo, Collana Le scoperte · Le invenzioni, Milano, BUR Rizzoli, 2019, ISBN 978-88-17109-01-7.
- Non c'è più tempo. Come reagire agli allarmi ambientali, Collana ET Saggi, Torino, Einaudi, 2020, ISBN 978-88-062-4374-6.
- Salire in montagna. Prendere quota per sfuggire al riscaldamento globale, Collana Passaggi Einaudi, Torino, Einaudi, 2020, ISBN 978-88-062-4472-9
- Breve storia del clima in Italia. Dall'ultima glaciazione al riscaldamento globale, Torino, Einaudi, 2025, ISBN 88-06-26318-8.

## Contributi
- Davide Sartini, Meteore. Il coraggio dell'autodeterminazione, 2021, ISBN 9798591913663[16].
- Carlo Giupponi, Venezia e i cambiamenti climatici. Quale futuro per la città e la sua laguna?, Milano, Rizzoli, 2022, ISBN 9788817159715[17].

## Teatro
- Non ci sono più le quattro stagioni – Luca Mercalli e Banda Osiris[18]